# Стяуа (гандбольный клуб)
Стяуа — румынский мужской гандбольный клуб из Бухареста. Выступает в чемпионате Румынии.

## История
Клуб был основан в 1949 году. В том же году впервые выиграл кубок Румынии (в формате 11×11). В 1950-е—1980-е годы команда более 20 раз становилась чемпионом страны, неоднократно выигрывала национальный кубок, четырежды выходила в финал Кубка европейских чемпионов ЕГФ. В постсоциалистический период клуб выигрывал чемпионат Румынии 6 раз (последний—в 2008 году), 7 раз побеждал в финале национального кубка (последний титул—в 2009 году). В сезоне 2005/2006 «Стяуа» стал обладателем кубка вызова ЕГФ.

## Достижения
- Чемпионат Румынии
  -  (28): 1963, 1967, 1968, 1969, 1970, 1971, 1972, 1973, 1974, 1975, 1976, 1977, 1979, 1980, 1981, 1982, 1983, 1984, 1985, 1987, 1988, 1989, 1990, 1994, 1996, 2000, 2001, 2008

- Чемпионат Румынии 11×11
  -  (7): 1950, 1951, 1952, 1954, 1955, 1957, 1961

- Кубок Румынии
  -  (9): 1981, 1985, 1990, 1997, 2000, 2001, 2007, 2008, 2009

- Кубок Румынии 11×11
  -  (1): 1949

- Кубка европейских чемпионов ЕГФ
  -  (2): 1968, 1977
  -  (2): 1971, 1989

- Кубок вызова ЕГФ
  -  (1): 2005/06